# Jarkko Ruutu
Jarkko Samuli Ruutu (ur. 23 sierpnia 1975 w Helsinkach) – fiński hokeista, reprezentant Finlandii, dwukrotny olimpijczyk.
Jego bracia Mikko (ur. 1978) i Tuomo (ur. 1983) także są hokeistami. Jego kuzynem jest fiński koszykarz, Hanno Möttölä.

## Kariera
- HIFK (1991–1995)
- Michigan Tech (1996–1997)
- HIFK (1997–1999)
- Vancouver Canucks (1999–2004)
  -  Syracuse Crunch (1999–2000)
  -  Kansas City Blades (2000–2001)
- HIFK (2004–2005)
- Vancouver Canucks (2005–2006)
- Pittsburgh Penguins (2006–2008)
- Ottawa Senators (2008–2011)
- Anaheim Ducks (2011)
- Jokerit (2011-2014)
- EHC Biel (2011-2014)

Wychowanek klubu EVU. W rodzimych rozgrywkach SM-liiga grał w helsińskim klubie HIFK, po czym wyjechał i przez wiele lat grał w lidze NHL. W 2011 powrócił do ojczyzny i został zawodnikiem innego fińskiego stołecznego klubu Jokerit. Na przełomie października i listopada 2014 zawodnik EHC Biel, w barwach którego rozegrał cztery mecze. W połowie grudnia 2014 poinformował o zakończeniu kariery zawodniczej.
Uczestniczył w turniejach mistrzostw świata w 1998, 2001, 2004, 2005, 2006, 2007, 2009, zimowych igrzysk olimpijskich 2002, 2006 oraz Pucharu Świata w 2004

## Sukcesy

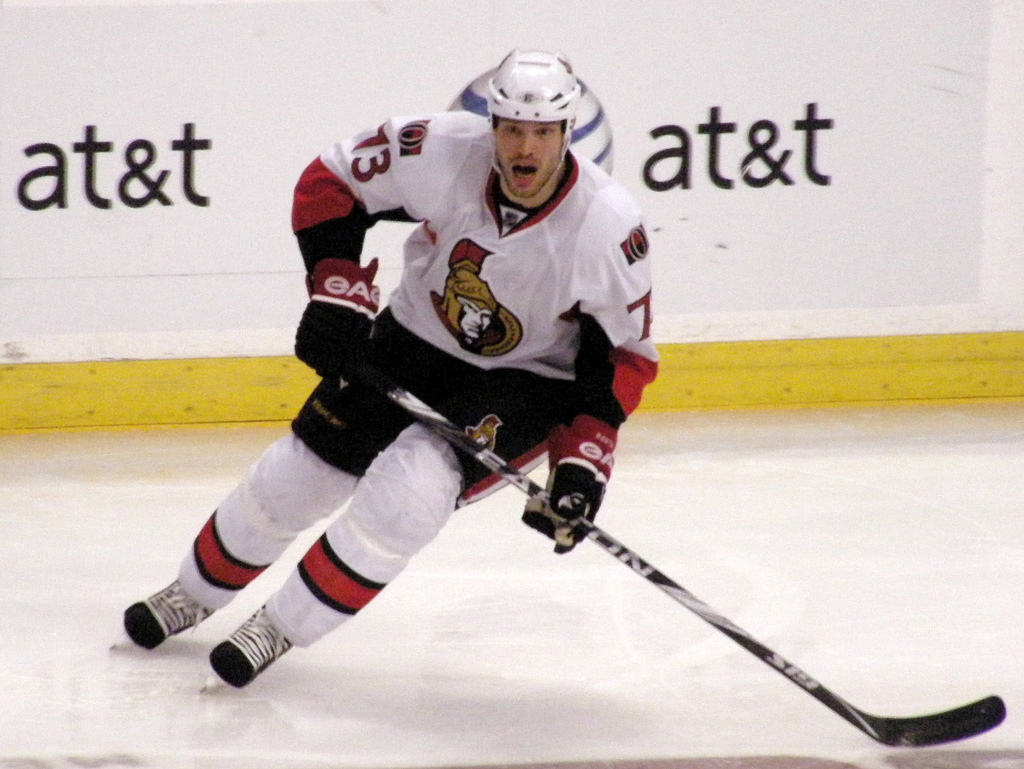
Jarkko Ruutu w barwach Ottawa Senators (2009)

Reprezentacyjne
- Srebrny medal mistrzostw świata: 1998, 2001, 2007
- Srebrny medal zimowych igrzysk olimpijskich: 2006
- Brązowy medal mistrzostw świata: 2006
- Brązowy medal zimowych igrzysk olimpijskich: 2010

Klubowe
- Złoty medal mistrzostw Finlandii: 1998 z HIFK
- Srebrny medal mistrzostw Finlandii: 1999 z HIFK
- Brązowy medal mistrzostw Finlandii: 2012 z Jokeritem

Indywidualne
- Pierwsze miejsce w klasyfikacji minut kar w sezonach SM-liiga: 2004/2005, 2011/2012 (192 minuty)
- Sezon SM-liiga 2000/2001: Pierwsze miejsce w klasyfikacji strzelców pierwszoroczniaków: 11 goli